# Pari passu
Pari passu é uma expressão latina que significa "em igual passo", "simultaneamente", "a par", "ao mesmo tempo", e, por extensão, comumente utilizado no jargão jurídico no sentido de "proporcionalmente; em passo igual; sem preferência" ou em igualdade de condições, de modo que todas as partes sejam tratadas da mesma maneira, conforme Black's Law Dictionary, 8ª ed., 2004 ("proportionally; at an equal pace; without preference").
Em finanças, a expressão se refere a dois ou mais empréstimos, promissórias ou séries de ações preferenciais com direitos iguais de pagamento, isto é, com o mesmo nível de senhoridade. Para empresas administradoras de recursos financeiros, a expressão denota uma alocação igualitária de recursos em fundos estrategicamente idênticos ou contas administradas.
A expressão também é freqüentemente utilizada em procedimentos de falência, nos quais os credores devem ser pagos pari passu, ou seja, cada credor deve ser pago proporcionalmente ao valor do respectivo crédito. Aqui, pari passu refere-se  ao tratamento igual, no sentido de que a mesma segurança é oferecida a todos.